# 트럼프주의

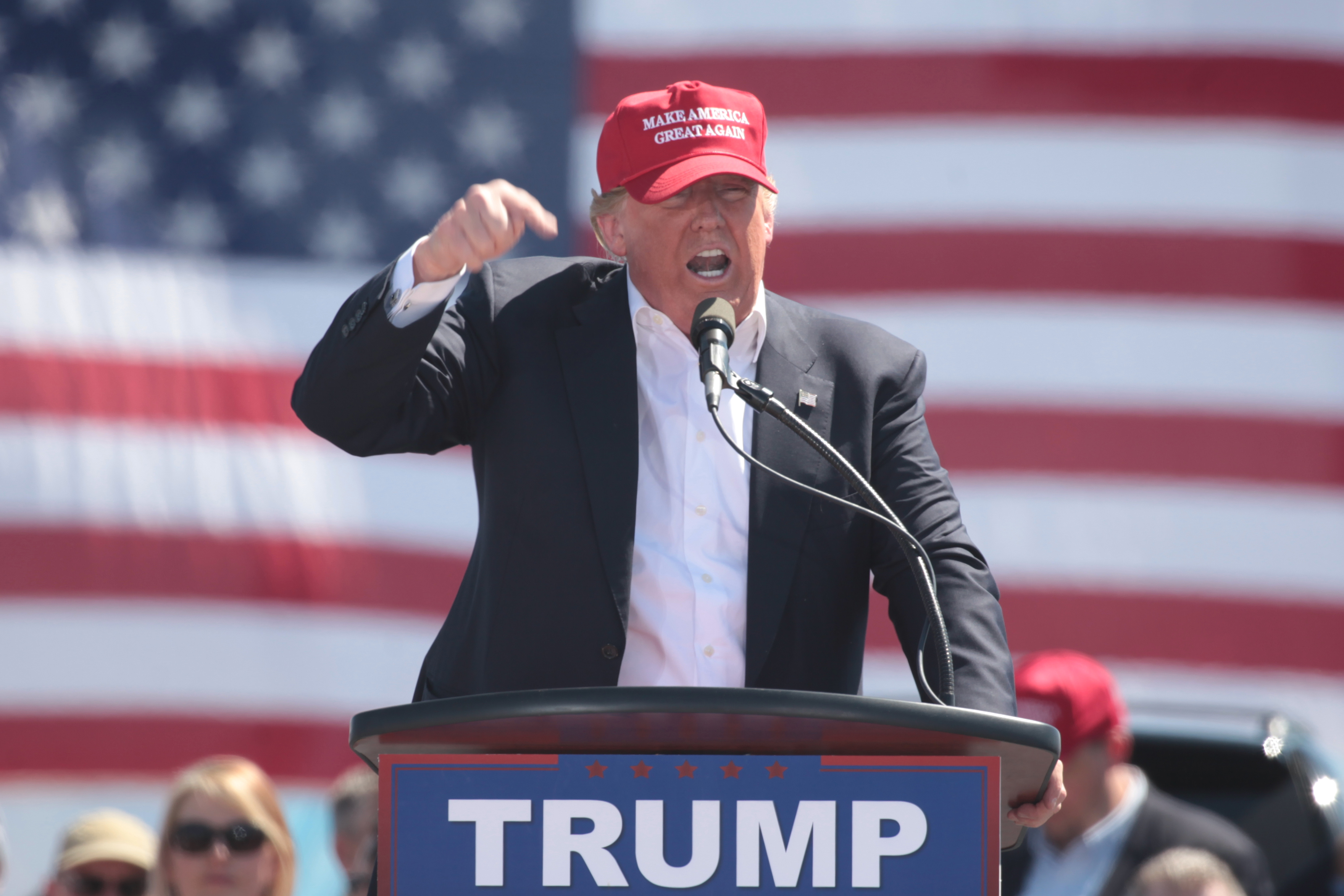
MAGA 모자를 쓰고 연설하는 트럼프

트럼프주의(Trumpism)는 미국의 제45대 대통령 도널드 트럼프와 그의 측근 또는 지지 세력의 사상, 성향, 정책 스타일 등을 가리키는 말이다. 트럼프주의의 정확한 요소가 무엇인지는 논쟁의 여지가 많고 단정적으로 정의내리기 어렵다. 대체로 2010년대 후반부터 세계적으로 떠오른 우익 포퓰리즘 운동의 미국식 변종이라고 여겨져 왔다. 트럼프의 등장 이후 이들은 미국 공화당에서 가장 큰 세력을 이루기 시작했으며 나머지 공화당 세력은 이들에 의해 "엘리트"나 "기득권"으로 치부되었다.

## 같이 보기
- 도널드 트럼프
- 고보수주의
- Make America Great Again
- QAnon